# Портрет Хуана де Парехи
«Портрет Хуана де Парехи» — картина испанского художника Диего Веласкеса, написанная в 1650 году. На ней изображён Хуан де Пареха, который жил в доме Веласкеса и был работником в его мастерской.

## История
В 1649 году Веласкес во второй раз отправился в Италию, чтобы купить картины и скульптуры для короля Филиппа IV и сделать слепки с античных скульптур. Он покинул Мадрид в ноябре 1649 года в свите герцога Нахера, который должен был забрать в Трент племянницу Филиппа Марию Анну Австрийскую, на которой Филипп намеревался жениться вторым браком. Веласкеса сопровождал его помощник Хуан де Пареха, который с юности жил в качестве раба в доме художника. Хуан де Пареха родился в Антекере, недалеко от Малаги. Он был мулатом мавританского происхождения, которого Веласкес, вероятно, унаследовал от родственника. Веласкес освободил Пареху согласно договору от 23 ноября 1650 года. В контракте было оговорено, что Пареха должен работать на него ещё четыре года. Однако Пареха жил в доме Веласкеса вплоть до смерти художника, а затем в доме Хуана Батисты Мазо, зятя Веласкеса.
Веласкес работал над портретом Парехи с 10 июля 1649 года по 15 марта 1650 года. Картина была выставлена в портике Пантеона 19 марта, в праздник Святого Иосифа, когда Папская академия литературы и изящных искусств, к которой принадлежал и Веласкес, традиционно проводила выставку. Как сообщает Антонио Паломино, картина вызвала большой ажиотаж среди художников и любителей искусства Рима и открыла Веласкесу доступ к Папе Иннокентию X. Весной того же года ему было поручено написать портрет Папы.

## Описание
Веласкес написал Хуана де Пареху на поясном портрете в трёхчетвертном повороте на нейтральном фоне. Его гордая, уверенная в себе осанка, почти надменный взгляд тёмных глаз больше соответствуют позе придворного или патриция, чем раба. Он с элегантностью набросил на дублет и плечи широкий плащ, а его цветочный белый воротник окаймлен тонким перьевым фламандским кружевом. Однако на его рукаве на уровне локтя видна дыра, из которой выглядывает белое нижнее белье. Сильный свет падает прямо на портретируемого спереди, создавая яркие бронзовые блики на смуглой коже. Роскошно вьющиеся волосы на голове, подбородок и усы — чёрные. Хотя одежда выполнена исключительно в тонко градуированных тёмных оливково-зелёных тонах, фигура резко выделяется на более бледном фоне, выполненном в аналогичных тонах.

## Провенанс
Картина осталась в Риме после отъезда Веласкеса. Согласно Франсиско Пресиадо де ла Вега (1712—1789), портрет Парехи находился во владении кардинала Траяно д’Аквавива (1694—1747), хотя неясно, был ли это оригинал или копия. В Италии картина несколько раз переходила из рук в руки. Около 1798 года она оказалась во владении британского посла в Неаполе сэра Уильяма Гамильтона, который отвёз её в Лондон. Гамильтон продал картину 17 марта 1801 года за 39 гиней антиквару и меценату Томасу Листеру Паркеру (1779—1858). В 1814 году картина перешла ко 2-му графу Рэднору и оставалась в семье до 1970 года. 27 ноября Джейкоб Плейделл-Бувери, 8-й граф Рэднор, выставил её на аукцион Christie’s в Лондоне, где она была приобретена через Вильденштейна для музея Метрополитен в Вашингтоне.
В то время цена покупки в 5,5 миллионов долларов побила рекорд, который только можно было получить за картину на аукционе, и вызвала общественную критику со стороны главы музея Томаса Ховинга. Ховинг продал несколько картин, в том числе Ван Гога и Руссо, чтобы профинансировать покупку. Часть необходимой суммы была выделена частными лицами.

## Копии
Известны четыре копии портрета. Несколько уменьшенная версия находится в собственности Испанского общества в Нью-Йорке, возможно, написанная самим Парехой. Портрет из коллекции капитана Дж. Б. Блэкетта в Арбигленд Хаус, Шотландия, был продан на аукционе Christie’s 29 мая 1992 года. Копия XIX века находилась в перуанском посольстве в Вашингтоне. Его дальнейшее местонахождение неизвестно. Третья копия, несколько большего размера, с 1903 года находится в Музее изящных искусств Жюля Шере в Ницце.